# 명덕초등학교 (울산)
명덕초등학교는 대한민국 울산광역시 동구에 있는 공립 초등학교이다.

## 학교 연혁
- 1987.11.11 설립인가
- 1991.03.01 개교(38학급), 미포초등학교에서 분리
- 2001.10.23 학습부진아지도연구학교 공개 발표(시지정)
- 2002.03.01 31학급 편성
- 2003.03.01 울산광역시지정 YP시범학교 지정 운영
- 2009.09.01 제11대 김종훈 교장 부임
- 2010.02.19 제19회 졸업 96명(총 3,467명)
- 2011.02.19 제20회 졸업 63명 (총 3,530명)
- 2011.09.01 3학급 증설, 총 13학급 편성
- 2011.09.01 제12대 송일복 교장 부임
- 2012.02.18 제21회 졸업 77명 (총 3,607명)
- 2012.03.01 12학급 편성
- 2013.02.20 제22회 졸업 56명 (총 3,663명)
- 2013.03.01 김의호 교장 취임
- 2013.03.01 18학급 편성
- 2014.03.01 21학급 편성

## 참고 자료
- 명덕초등학교 - 한국교육학술정보원 학교알리미